# Lilly Among Clouds
Lilly Among Clouds (née Elisabeth Brüchner en 1989 à Straubing) est une chanteuse allemande.

## Biographie
Lilly Among Clouds grandit dans une famille de musiciens de Basse-Bavière et vit maintenant près de Wurtzbourg. Elle joue du piano et écrit ses propres chansons.
Le 22 février 2019, Lilly Among Clouds participe au concours de sélection de l'Allemagne au Concours Eurovision de la chanson 2019 avec la chanson Surprise et finit troisième.

## Discographie
- 2015 : Lilly Among Clouds (EP)
- 2017 : Aerial Perspective (album)
- 2018 : Wasting My Time (single)
- 2019 : Surprise (single)

## Source de la traduction
- (de) Cet article est partiellement ou en totalité issu de l’article de Wikipédia en allemand intitulé « Lilly Among Clouds » (voir la liste des auteurs).